# جاك روس (موسيقي)
جاك روس (بالإنجليزية: Jack Ross)‏ هو موسيقي أمريكي، ولد في 1 نوفمبر 1916 في سياتل في الولايات المتحدة، وتوفي في 16 ديسمبر 1982.